# Rydal Hall
Rydal Hall est une grande maison à la périphérie du village de Rydal, Cumbria, dans le Lake District anglais. Elle a une façade du début du XIXe siècle, mais comprend des structures antérieures.
La maison est classée Grade II * sur la liste du patrimoine national d'Angleterre et ses jardins sont classés Grade II * sur le registre des parcs et jardins historiques.
Les terrasses au sud de la halle et les granges et écuries au nord et à l'est sont classées Grade II*. La maison d'été, le garde-manger et la glacière dans le parc de la salle sont tous classés individuellement Grade II *. Le pont sur Rydal Beck est classé Grade II*.

## Histoire
La maison est construite comme résidence de campagne des baronnets Le Fleming et est vendue avec ses jardins au diocèse de Carlisle en 1970. Le domaine reste la propriété de la famille Le Fleming jusqu'en 1997. La maison accueille des retraites, des conférences et des cours, et des logements de vacances. Il y a aussi le Old School Room Tea Shop, situé sur le sentier " Coffin Route ", qui mène à Grasmere .
Les jardins sont ouverts au public. Au milieu du XVIIe siècle, Sir Daniel Fleming (1633-1701) développe le paysage comme un jardin pittoresque incorporant Rydal Beck et ses cascades naturelles. "The Grot" (un pavillon d'été conçu pour observer une cascade) est une attraction majeure pour une succession d'artistes et d'écrivains en visite aux XVIIIe et XIXe siècles.
Les jardins à la française devant la maison sont conçus en 1909 par le concepteur de jardins et architecte paysagiste Thomas Hayton Mawson (en) (1861–1933) . Les terrasses à l'italienne de Mawson sont classées Grade II*. Ces jardins à la française ont été restaurés en 2005-2007 par Tom Attwood ,.
"The Grot" à Rydal Falls est décrite dans le premier poème de William Wordsworth, "An Evening Walk", publié en 1793. Le poète s'installe à Rydal Mount, près de Rydal Hall, en 1813 et il y reste jusqu'à sa mort en 1850. Vers la fin de la vie du poète, son neveu Christopher Wordsworth l'accompagne à "The Grot".
Rydal Hall participe chaque année à "Wordsworth's Daffodil Legacy", une initiative du National Gardens Scheme, tout comme la propriété du National Trust Dora's Field . Il s'agit d'une ouverture spéciale pour collecter des fonds pour des œuvres caritatives : normalement, les visiteurs sont invités à faire un don pour l'entretien des jardins.